# POWER
POWER är en processor, en RISC-arkitekturbaserad CPU från IBM. Namnet POWER är en förkortning av Performance Optimization With Enhanced RISC.

## Början
Efter att IBM uppfunnit RISC-arkitekturen i mitten av 1970-talet försökte de på olika sätt kommersialisera det och det mest lyckade försöket lever vidare än idag i POWER-arkitekturen. POWER har under årens lopp fått olika avfällningar, under 90-talet gick Apple, IBM och Motorola ihop i AIM-alliansen och lanserade tillsammans frukterna av sitt arbete som PowerPC. PowerPC är en POWER-baserad arkitektur som är delvis binärkompatibel.
En konsekvens av AIM-alliansen är att det finns PowerPC-baserade CPU:er från tillverkaren Freescale som är Motorolas gamla CPU-affärsområde som sedan bildade ett eget bolag. IBM:s första kommersiella system med POWER-CPU:n var RISC System/6000 som kom 1990. RISC System/6000 eller RS/6000 var IBM:s UNIX-maskiner som körde IBM:s UNIX-dialekt AIX. Idag heter dessa maskiner Power Systems.

## Senare utveckling
POWER försvann som egen processorarkitektur i och med POWER3 som trots bakåtstöd för POWER2 egentligen använder en 32/64-bitars PowerPC-arkitektur. Namnet POWER följde dock med till alla efterföljande server-orienterade processorer från IBM, även om de alla tekniskt sett är PowerPC- och sedermera Power Architecture-baserade. POWER4 byggde in allt övrigt som fanns i PowerPC-arkitekturen vid tidpunkten, dvs. PowerPC-AS, och den resulterande arkitekturen kallades för PowerPC 2.0, som så småningom döptes om till Power Architecture, på vilken alla efterföljande PowerPC-processorer baseras. POWER har alltid varit binärkompatibel bakåt. Många av maskinerna på TOP500-listan över de snabbaste superdatorerna i världen är POWER-baserade (och kör någon form av Linux).
Genom åren har det funnits diverse operativsystem tillgängliga till POWER och PowerPC men de vanligaste idag är IBM i, IBM AIX och Linux. Under 2010 lanserade IBM POWER7.